# Бенгюташ, Сабиха
Сабиха Зия Бенгюташ (тур. Sabiha Ziya Bengütaş; 1904, Стамбул — 2 октября 1992, Анкара) — первая турецкая женщина-скульптор. 

## Биография
Сабиха Зия родилась в Стамбуле в 1904 году. У неё была сестра и старший брат. Сабиха училась в школе Эюбсултан Нумуне, ныне известной как Анатолийская средняя школа в Эюпе. Затем она четыре года прожила в Дамаске (Сирия, которая в то время была частью Османской империи), куда её отец был отправлен нести военную службу. Там Сабиха Зия продолжила своё обучение, в течение года посещая французскую католическую школу. Вернувшись домой её семья поселилась на острове Бююкада, где она закончила своё среднее образование в школе Кёпрюлю Фуат-паша. В 1920 году Сабиха начала изучать искусство в департаментах живописи и скульптуры Стамбульской академии изящных искусств (осман. Sanayi-i Nefise Mektebi‎, нынешний Университет Мимар Синан). Она стала первой женщиной-студентом в своём классе. Среди её учителей был художник Фейхаман Дуран. В 1924 году Сабиха выиграла государственную стипендию для обучения в Академии изящных искусств в Риме (Италия), где она набиралась опыта в мастерской скульптора Эрменеджильдо Луппи  (1877–1937).
Позднее Сабиха Зия вышла замуж за Шакира Эмина Бенгюташа, дипломата и внука поэта Абдюльхака Хамита Тархана. Она часто ездила за границу, сопровождая своего мужа. Супруги поселились в районе Малтепе в Анкаре после выхода мужа на пенсию. Сабиха родила дочь, названной Нурол, скрасившую её позднейшее одиночество.
Сабиха Зия Бенгюташ умерла в Анкаре 2 октября 1992 года.

## Искусство
В 1925 году на выставке в стамбульском квартале Галатасарай были представлены три бюста работы Сабихи Зии. В следующем году три других её бюста также выставлялись в том же месте. Часть её работ являлась изображениями знаменитых людей: поэта Ахмета Хашима (1884?–1933), драматурга и поэта Абдюльхака Хамита Тархана (1852–1937), первой актрисы-мусульманки Бедиа Муваххит (1897–1994), генерала и государственного деятеля Али Фуата Джебесоя (1882–1968), первой леди Турции Мевхибе Инёню (1897–1992) и политика Хасана Али Юджеля (1897–1961).
В 1938 году Сабиха выиграла главный приз в двух соревнованиях на скульптуры, посвящённые Мустафе Кемалю Ататюрку (1881–1938), основателю современной Турции, и Исмету Инёню (1884–1973), генералу и государственному деятелю. Статуя Ататюрка была помещена в сад бывшего президентского дворца Чанкая, а статуя Инёню — в Муданье в память о Муданийском перемирии (1922). Она была также помощником итальянского скульптора Пьетро Каноники при его работе над Монументом Республики, возведённом на стамбульской площади Таксим в 1928 году.